# Sanidyn

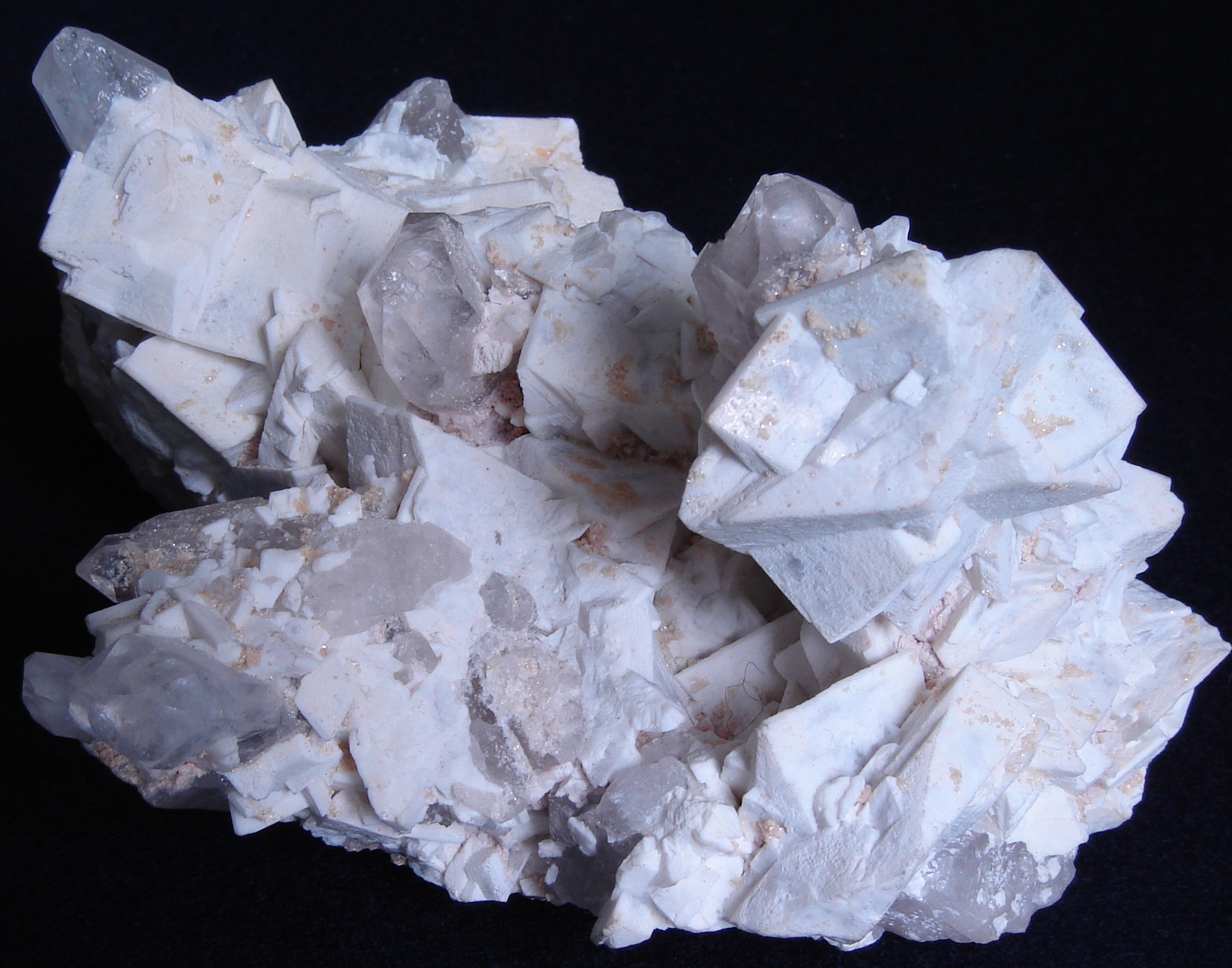
mikroklin, skaleń potasowy

Sanidyn – minerał z grupy krzemianów, rzadki. Jest to jedna z trzech (oprócz ortoklazu i mikroklinu) odmian polimorficznych skalenia potasowego.
Nazwa minerału pochodzi od gr. sanis = tabliczka, płytka lub deska oraz idos = widzieć, nawiązując do tabliczkowego pokroju minerału.

## Charakterystyka

### Właściwości
Tworzy zazwyczaj prawidłowo wykształcone, tabliczkowe (niekiedy listewkowe lub krótkosłupowe) kryształy o długości od kilku milimetrów do kilku centymetrów. Często występują zbliźniaczenia. Niekiedy wykazuje efekty optyczne charakterystyczne dla kamieni księżycowych (adularyzacja).

### Występowanie
Jest minerałem bogatych w potas wylewnych skał magmowych. Tworzy się w wysokich temperaturach. Szczególnie duże okazy są spotykane w tufach wulkanicznych.
Miejsca występowania:
- Na świecie: Włochy – Sycylia (kryształy różowe), Viterbo, Monte Somma, Niemcy – Kaiserstuhl, Norwegia – okolice Oslo, Czechy – Wyżyna Środkowoczeska, Rosja – Kaukaz, USA Idaho, Nowy Meksyk, Oregon (kryształy nawet do 60 cm), Kenia.

- W Polsce: na Dolnym Śląsku koło Opolna-Zdroju, w rejonie Wielisława Złotoryjskiego "Organy Wielisławskie", okolice Mieroszowa, w okolicach Krzeszowic k. Krakowa.

### Zastosowanie
Głównie znaczenie naukowe i kolekcjonerskie. Okazy przezroczyste oraz wykazujące cechy kamieni księżycowych są niekiedy wykorzystywane w jubilerstwie (szlif fasetkowy lub szlif kaboszonowy).